# Im Namen des Vaters (Roman)
Im Namen des Vaters ist ein autobiographisch geprägter Roman von Reinhard P. Gruber. Er beschreibt den Lebensweg eines Mannes aus einfachem Arbeitermilieu, der die Träume seines Vaters von einem sozialen Aufstieg erfüllen soll.

## Inhalt
Die Schauplätze des Romans sind „ein kleines Dorf in einer schönen Gegend am Land und doch in der Stadt“, das an der Mur liegt, Studentenheim und Universität in Wien und ein Kloster nahe der Wiener Votivkirche.
Auf den Sohn der Familie werden die eigenen Aufstiegswünsche des Vaters projiziert. Der Vater ist Vorarbeiter, sein Sohn Konrad soll in eine höhere Gesellschaftsschicht aufsteigen und ein „Doktor“ werden. Er wird deshalb in ein Gymnasium geschickt. Konrad studiert aber nicht Jura oder Medizin, wie sich das sein Vater vorgestellt hatte, sondern Philosophie. Er bricht das Studium ab, da er keinen Sinn in diesem Studium findet und tritt als Novize in ein Kloster ein. Seine Eltern reagieren schockiert, vor allem aber der Vater, der jeden Kontakt zu seinem Sohn abbricht.
Zwei Jahre später kehrt er nach Hause zurück, wo er seine verzweifelte Mutter vorfindet. Sie hätte ihm gerne geschrieben, aber der Vater habe es ihr verboten. “Wir haben keinen Sohn mehr, hat er geschrien, wenn du ihm schreibst, dann bringe ich mich um! […] Nicht nur einmal habe ich ihm die Patronen aus den Händen gerissen. […] Konrad, du hast viel Unglück über unser Haus gebracht. Deinetwegen ist dein Vater zum Trinker geworden.” Konrad erzählt seiner Mutter, dass der Vater immer nur an sich selbst gedacht habe. Er habe sich nie um das Glück seiner Kinder gekümmert und in ihm immer nur einen Hampelmann gesehen, mit dem er vor den Leuten prahlen wollte. Als der Vater aber erfährt, dass Konrad aus dem Kloster ausgetreten ist, kann er sein „Glück“ kaum fassen.
Konrad schreibt sein Buch “Die Konsequenz – Tagebuch eines Mönchs”, mit dem er bereits im Kloster begonnen hatte, zu Ende, welches ihm großen journalistischen Erfolg einbringt. Einige Tage später erhält er einen Job bei einer bedeutenden Tageszeitung, die eine Lokalredaktion in Konrads Heimatstadt aufbauen möchte. Er heiratet Hanna, mit der er schon eine zweijährige Beziehung führte, und die ein Kind erwartet, wobei unklar ist, wer der Vater ist. Konrad sagt zu Hanna über Liebe: “Liebe ist kein Gefühl, es ist ein Wille. Sie ist dazu da, die Lust zu steigern.” Die beiden ziehen in ein gemeinsames Appartement und leben zusammen. Jahre später macht Konrad aber dieselben Fehler wie sein Vater: “Meine Tochter soll ein Gymnasium besuchen. Zwingen möchte ich sie nicht, aber man muss ihr eine Schulbildung ermöglichen, die ihr später alle Möglichkeiten offen lässt. […] Vielleicht wird sie sich gegen eine höhere Schule wehren. In diesem Fall werde ich sie […] mit allen Mitteln dazu zwingen.”

## Zur Form
Der Roman ist in viele kleine Kapitel untergliedert. Die Erzählperspektive wechselt häufig. Die Erzählung aus der Sicht des Vaters wird am Ende gespiegelt durch die des Sohnes. Dazwischen liegt die Lebensgeschichte des zu Beginn des Romans 15-jährigen Sohnes Konrad. Die seitenfüllenden Monologe des Vaters bestehen aus einfachen, einstudiert wirkenden, plakativen Sätzen, wie zum Beispiel: “Ein eigenes Haus war mir wichtiger als der Meister. Wer arbeitet, der bringt es auch zu etwas. Gute Arbeit wird immer bezahlt.” (S. 7)

## Ausgabe
- Reinhard P. Gruber: Im Namen des Vaters. Roman in Fortsetzungen. Droschl: Wien 1998. ISBN 3-85420-482-5